# Peña Orniz
Peña Orniz es una cumbre enclavada en la cordillera Cantábrica en la divisoria de las provincias de León y Asturias, y en la cumbre también comienza la divisoria entre los municipios babianos de San Emiliano (Babia de Yuso) y Cabrillanes (Babia de Suso). La parte leonesa forma parte del parque natural de Babia y Luna y de la Reserva de la Biosfera de Babia, a sus pies nace el río Sil.La parte asturiana forma parte del parque natural de Somiedo declarado Reserva de la Biosfera, constituyendo la montaña de mayor altitud del parque. Tiene una altitud de  2191 m y una prominencia de 604 m (la cumbre  padre es el pico Colines, y el collado más bajo es el puerto de Ventana (1586 m).
Peña Orniz también es un vértice hidrográfico, un punto que separa la cuenca del Sil-Miño, la cuenca del Duero (vía ríos de la Majúa → Torrestío → Luna → Órbigo → Esla → Duero) la vertiente cantábrica (vía lago del Valle → ríos del Valle → Sousas → Somiedo → Pigüeña → Narcea → Nalón → mar Cantábrico).